# Балка Плоска
«Балка Плоска» — ботанічна пам'ятка природи місцевого значення. Пам'ятка розташована у Лутугинському районі Луганської області, на околицях села Розкішного.

## Загальний огляд
Площа пам'ятки — 291,6 га. До її складу включено південний схил балки Плоскої. Геологічна основа — пісковики та крейдо-мергельні породи, також трапляються виходи скелястих пісковиків. Флора пам'ятки складається із близько 450 — 500 видів судинних рослин. Серед характерних рослин — костриця валіська, келерія гребінчаста, житняк гребінчастий, громовик донський, бедринець каменелюбний, льон Черняєва, астрагал білостебловий, молочай крейдолюбний, чебрець вапняковий, ефедра двоколоса та інші. На пологих схилах росте ковила українська, ковила Лессінга, шавлія поникла. На ділянках із переважанням пісковиків росте костриця Беккера, келерія піщана, трапляється ковила дніпровська.
У глибоких ярах є байрачні ліси. Переважають ясені, підлісок — бруслина Черняєва, бруслина бородавчаста, жостер проносний, свидина криваво-червона, серед трав — перлівка ряба та інші. Серед видів, які занесені до Зеленої книги України — мигдаль низький, півонія вузьколиста, ковила українська, ковила Лессінга, ковила волосиста та ковила дніпровська.
У 1970 —1980 рр., тут зведено комплекс протиерозійних споруд. Має туристичний потенціал.
Територія пам'ятки постраждала в результаті бойових дій під час війни на сході України.

### Червона книга України
На території пам'ятки росте 13 видів рослин, які занесено до Червоної книги України — барвінок трав'янистий, громовик несправжньокрасильний, валеріана лікарська та інші. З комах — махаон, мнемозина, вусач-коренеїд хрестоносець тощо.
2002 року тут виявлено рідкісний вид ссавців — їжачка вухатого.